# نقطه تبادل اینترنت
نقطه تبادل اطلاعات(Internet exchange point یا IX یا IXP) یک زیرساخت فیزیکی است که از طریق آن مراکز ارائه‌دهنده خدمات اینترنتی (ISPs) و شبکه‌های تحویل محتوا (CDNs) قادر خواهند بود که ترافیک اینترنت را بین شبکه‌های خود مبادله کنند (سامانه خودگردان).
این زیرساخت عمل تقسیم‌بندی ترافیک اینترنت توسط ISPها را که در نهایت منجر به جریان‌های ترانزیت ارتباطاتی مخابراتی می‌شود را کاهش می‌دهد که نتیجه آن کاهش میانگین نرخ هزینه تحویل اطلاعات بر bit است.
نقطه تبادل اینترنت بخشی از ترافیک ارائه دهندگان سرویس اینترنت را که باید بین آنها مبادله شود را کاهش می‌دهد، در نتیجه میانگین هزینه تحویل هر بیت از سرویس آنها کاهش می‌یابد. علاوه براین، افزایش تعداد مسیرهای موجود از طریق نقطه تبادل اینترنت باعث بهبود کارآیی مسیریابی و تحمل خطا می‌شود. به‌علاوه نقاط تبادل اینترنت ویژگی‌هایی که اقتصاددانان از آن به عنوان اثر شبکه نام می‌برند را به نمایش می‌گذارند.

## تاریخچه

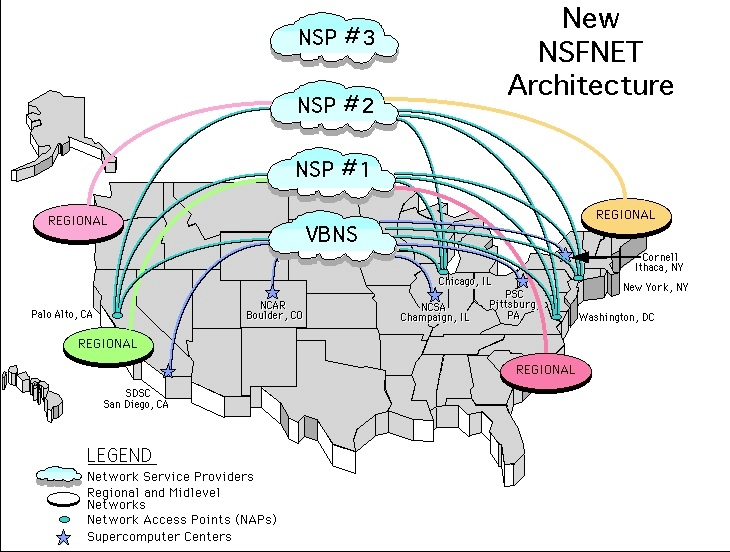
معماری اینترنت شبکه بنیاد ملی علوم، ۱۹۹۵

نقاط تبادل اینترنت با عنوان نقاط دسترسی شبکه شکل گرفت، که جزیی کلیدی از طرح سازمان ملی اطلاعات ال گور بود؛ این طرح، گذار را از دوران اینترنت دولتی شبکه بنیاد ملی علوم به اینترنت تجاری امروزی تعریف می‌کرد (دورانی که دسترسی به اینترنت تحت حمایت دولت بود و ترافیک خصوصی ممنوع بود). در این طرح، چهار نقطه دسترسی شبکه، به‌عنوان امکانات انتقال داده‌ها تعریف شدند که ارائه‌دهندگان خدمات شبکه ترافیک را در این نقاط دسترسی مبادله می‌کردند. این طرح، جایگزینی برای اینترنت دولتی شبکه بنیاد ملی علوم بود. بنیاد ملی علوم برای پشتیبانی از این چهار نقطه دسترسی شبکه، در طی قراردادهایی آنها را اجاره داد؛ یکی به متروپولیتن فیبر سیستمز دیتانت برای متروپولیتن اریا ایکسچینج-شرق که از قبل در واشنگتن موجود بود و سه مورد دیگر به اسپرینت، آمریتک و پاسیفیک بل برای امکانات جدید با طرح‌ها و فناوری‌های مختلف، در نیویورک (در واقع پنساکن، نیوجرسی)، شیکاگو و کالیفرنیا. این طرح انتقال موفقیت‌آمیز بود و پلی شد تا اینترنت از یک پروژه آزمایشی دانشگاهی با بودجه دولتی، به اینترنت امروزی برسد که بسیاری از رقبای بخش خصوصی با همکاریشان، شبکه‌ای از شبکه‌ها را ایجاد کردند و پهنای باند اینترنت را از نقاط تولید آن در نقاط تبادل اینترنت به سایت‌های مصرفی‌اش در مکان‌های کاربران انتقال دادند.
این انتقال به موقع بود و درست پس از بحث و جدل گزارش کوک صورت گرفت که این صنعت نوپا را مختل کرده بود. این مباحثات به جلسات کنگره کشیده و منجر به قانونی شد که به شبکه ملی علوم اجازه توسعه و استفاده از شبکه‌های خصوصی را می‌داد و باعث شد مدیریت شبکه بنیاد ملی علوم توسط بازرس کل شبکه ملی علوم بررسی شود (که البته هیچ مشکل جدی پیدا نشد). این ماجرا سبب شد تا اپراتورهای خصوصی متوجه شوند که باید بتوانند مستقل از یک طرف ثالث یا در نقاط مبادله بی‌طرف با یکدیگر ارتباط داشته باشند.
اگرچه سه نقطه دسترسی شبکه با همکاری مخابراتی پس از اتمام یارانه‌های فدرال تقریبا به سرعت محو شدند؛ متروپولیتن اریا ایکسچینج-شرق برای پانزده سال دیگر رونق داشت و همتایش در ساحل غربی؛ متروپولیتن اریا ایکسچینج-غرب برای بیش از بیست سال به کارش ادامه داد.
امروزه، عبارت «نقطه دسترسی شبکه» به تاریخ اینترنت پیوسته و کاربردی ندارد، چرا که آن چهار نقطه دسترسی شبکه برای انتقال داده‌ها، مدت‌ها پیش ناپدید شدند و امروزه، صدها نقطه تبادل اینترنتی جایگزینشان شده‌اند، اگرچه در کشور‌های اسپانیایی‌زبان آمریکای لاتین، این عبارت در میان کسانی که نقاط دسترسی شبکه را با نقطه تبادل اینترنت تلفیق می‌کنند، کم و بیش استفاده دارد.

## کاربرد

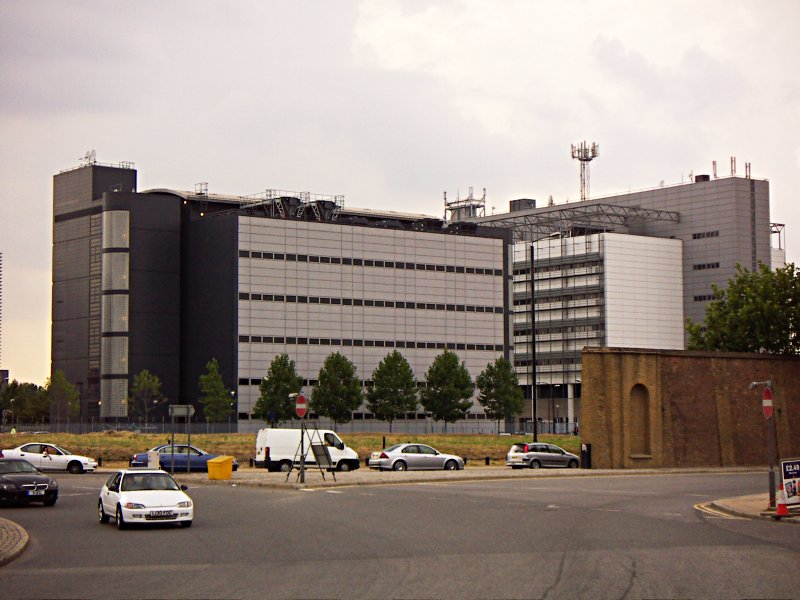
مقر اولیه تبادل اینترنت لندن (لینکس): تله‌هاوس داکلندز

هدف اصلی از یک نقطه تبادل اینترنت این است که به شبکه‌ها اجازه می‌دهد به‌جای عبور از یک یا چند شبکه ثالث، مستقیماً از طریق مرکز تبادل به یکدیگر متصل شوند. مزیت اصلی اتصال مستقیم، کاهش هزینه‌ها، کاهش تأخیر و پهنای باند بهتر است.
معمولاً هیچ کدام از طرفین، برای ترافیک عبوری از یک نقطه تبادل هزینه‌ای دریافت نمی‌کنند، اما ترافیک سرویس‌دهنده آپلود در سرویس‌دهنده اینترنت با دریافت هزینه همراه است. با اتصال مستقیم، که اغلب در همان شهری که هر دو شبکه در آن قرار دارند صورت می‌گیرد، دیگر نیازی نیست که داده‌ها برای انتقال از یک شبکه به شبکه دیگر، از شهرهای دیگر و یا حتی به طور بالقوه از قاره‌های دیگر بگذرند تا به شبکه مقصد برسند، بنابراین تأخیر کاهش می‌یابد.
مزیت سوم، سرعت است که در مناطقی با ارتباطات راه دور و کمتر توسعه یافته‌، اهمیت بیشتری پیدا می‌کند. سرویس‌دهندگان اینترنت در مناطقی با اتصالات ضعیف، ممکن است برای انتقال داده مجبور شوند بین ۱۰ تا ۱۰۰ برابر بیشتر از سرویس‌دهندگان آمریکای شمالی، اروپا یا ژاپن  هزینه کنند، بنابراین، معمولاً اتصالات کندتر و محدودتری به بقیه اینترنت دارند. با این حال، با اتصال به یک مرکز تبادل محلی، می‌توانند داده‌ها را بدون محدودیت و بدون هزینه انتقال دهند و به شکل قابل توجهی، پهنای باند بین مشتریان اینگونه سرویس‌دهندگان هم‌جوار بهبود می‌یابد.

## عملکرد

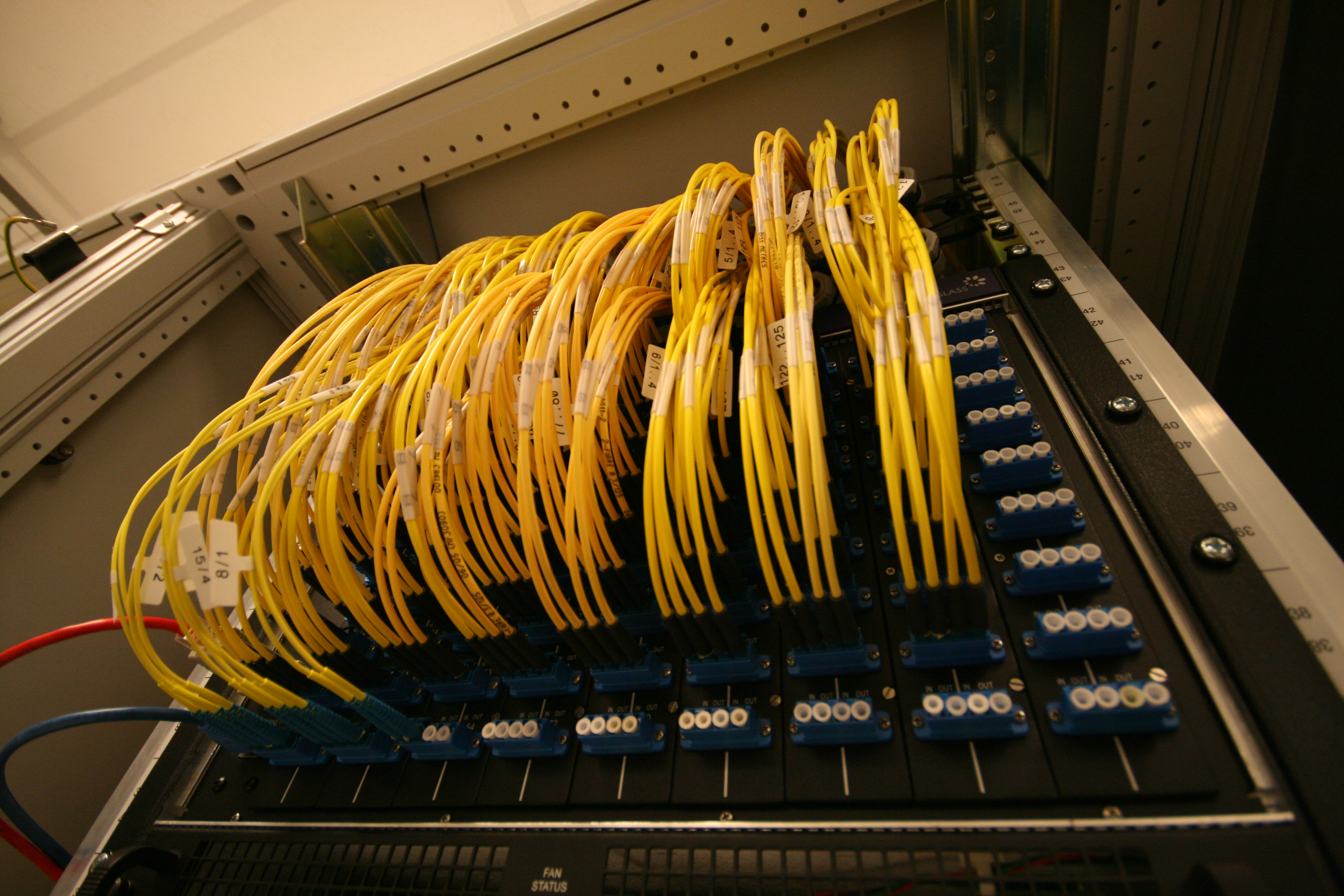
یک پچ پنل نوری نقطه تبادل اینترنت AMS-IX، در آمستردام، هلند

هدف اصلی یک زیرساخت IXP به منظور متصل کردن شبکه‌ها به صورت مستقیم است به جای آنکه تبادل اطلاعات از طریق یک یا چند شبکه واسط صورت گیرد. مزایای متعددی در ارتباط مستقیم شبکه‌ها وجود دارد که مهم‌ترین آن‌ها هزینه، تأخیر و پهنای باند است.
یک نقطه تبادل اینترنت متشکل از یک با چند سوئیچ شبکه است که هر یک از ارائه دهندگان سرویس اینترنت شرکت کننده به آن متصل می‌شوند. قبل از وجود سوئیچ‌ها، نقاط تبادل اینترنت معمولا از هاب‌های فیبر نوری مراکز تکرارکننده(FOIRL) یا حلقه‌های رابط داده توزیع شده فیبری استفاده می‌کردند، مهاجرت به(استفاده از) سوئیچ‌های اترنت و FDDI از سال 1993 و 1994 از زمانی که در دسترس قرار گرفتند، آغاز شد.
سوئیچ‌های حالت انتقال ناهمزمان(ATM) در چند نقطه تبادل اینترنت در اواخر دهه 1990 مورد استفاده قرار گرفتند، که در اوج زمان استفاده حدود 4% بازار را در اختیار داشتند، و تلاشی بوسیله شرکت استکهلمی NetNod برای استفاده از SRP/DPT وجود داشت، اما اترنت غالب بود و بیش از 95% از سوئیچ‌های تبادل اینترنت را در اختیار داشت. تمام سرعت درگاه اترنت را می‌توان در نقاط تبادل اینترنت‌های مدرن یافت، از درگاه‌های 10 مگا بایت بر ثانیه کوچک در کشورهای در حال توسعه استفاده می‌شوند تا درگاه‌های 10 گیگا بایت بر ثانیه در مراکز مهمی مانند سئول، نیویورک، لندن، برانکفورت، آمستردام و پالوآلتو. درگاه‌های با ظرفیت 100 گیگا بایت بر ثانیه، به عنوان مثال، AMS-IX در آمستردام و DE-CIX در فرانکفورت استفاده می‌شوند.

## عملیات تجاری
5 مدل تجاری برای نقطه تبادل اینترنت وجود دارد:
Ø    سازمان غیرانتفاعی
Ø    انجمن ارائه دهندگان سرویس اینترنت
Ø    اپراتور خنثی برای شرکت انتفاعی
Ø    آژانس‌های دانشگاهی یا دولتی
Ø    انجمن غیر رسمی شبکه‌ها
پشتیبانی فنی و تجاری تبادل ترافیک بین ارائه دهندگان سرویس اینترنت توسط توافقنامه‌های مدیریت می‌شوند. براساس چنین توافقنامه‌هایی، ترافیک اغلب بدون جبران خسارت صورت می‌گیرد. وقتی یک نقطه تبادل اینترنت هزینه‌های عملیاتی را متحمل می‌شود، به طور معمول بین تمام شرکت کنندگان تقسیم می‌شود.
در مبادلات گران‌قیمت، شرکت کنندگان هزینه ماهانه یا سالانه را پرداخت می‌کنند که معمولا با توجه به سرعت درگاه یا درگاه‌هایی که استفاده می‌کنند، تعیین می‌شوند. هزینه‌های مبتنی بر حجم ترافیک معمولا کمتر متداول هستند زیرا آنها یک عامل ضدانگیزه برای رشد تبادل را ایجاد می‌کنند. برخی از تبادلات برای جبران هزینه‌های درگاه سوئیچ و هر نوع آداپتور رسانه(مبدل‌های رابط گیگابایت، فرستنده و گیرنده قابل اتصال با فاکتور فرم کوچک، گیرنده XENPAK، XFP و غیره) که شرکت کننده جدید به آن نیاز دارد، هزینه نصب را می‌گیرند.

## تبادل تجاری
تبادل ترافیک اینترنتی بین دو شرکت کننده در نقطه تبادل اینترنت توسط تنظیمات مسیریابی پروتکل مرز(BGP) تسهیل می‌شود. آنها انتخاب می‌کنند که مسیرها را از طریق ارتباط نقطه به نقطه اعلام کنند-یا مسیرهایی به آدرس‌های خودشان، یا مسیرهایی به آدرس سایر ارائه دهندگان سرویس اینترنت که به آنها متصل می‌شوند، احتمالا از طریق ساز و کارهای دیگر. سپس طرف دیگر همکار می‌تواند فیلتر مسیر را انتخاب کند، جایی که تصمیم می‌گیرد آن مسیرها را بپذیرد و براساس آن ترافیک مسیر را طی کند یا آن مسیرها را نادیده بگیرد و از مسیرهای دیگر برای رسیدن به آن آدرس‌ها استفاده کند.
در بسیاری از موارد، یک ارائه دهنده سرویس اینترنت هم ارتباط مستقیمی با ارائه دهنده سرویس اینترنت دیگر خواهد داشت و هم مسیر دیگری(که معمولا نادیده گرفته می‌شود) را به ارائه دهنده سرویس اینترنت دیگر از طریق نقطه تبادل اینترنت بپذیرد. اگر ارتباط مستقیم از بین برود، ترافیک از طریق نقطه تبادل اینترنت جریان می‌یابد. به این ترتیب، نقطه تبادل اینترنت به عنوان رابط پشتیبان عمل می‌کند.
در صورت تحقق این شرایط و ایجاد ساختار قراردادی برای ایجاد بازار خرید خدمات شبکه، گاهی اوقات مبادله انتقال نامیده می‌شود. به عنوان مثال، مبادله انتقال ونکوور، به عنوان یک مرکز خرید ارائه دهندگان سرویس در یک مکان مرکزی توصیف می‌شود، تسهیلات برای ارائه دهندگان سوئیچ، به سادگی دریافت VLAN به ارائه دهنده جدید است. VTE توسط BCNET، که یک نهاد عمومی است؛ اداره می‌شود.
طرفداران طرح‌های باند پهن سبز و خدمات ارتباط از راه دور رقابتی‌تر، اغلب طرفدار گسترش تهاجمی مبادلات انتقال در هر شبکه منطقه‌ای شهری هستند تا ارائه دهندگان خدمات رقیب بتوانند تجهیزاتی از قبیل ویدئو بر روی میزبان(host)‌های متقاضی و سوئیچ‌های PSTN را برای سرویس‌دهی تجهیزات تلفن موجود، بدون پاسخگویی به هر انحصار دیگری، قرار دهند.

## انجمن‌ها، جوامع و فدراسیون‌های نقطه تبادل اینترنت
انجمن تبادل اینترنت اروپا(Euro-IX)، اولین انجمن نقطه تبادل اینترنت است که در می 2001 تشکیل شد. فدراسیون تبادل اینترنت(IX-F)، که شامل Euro-IX(، انجمن تبادل اینترنت آسیا و اقیانوسیه APIX و انجمن تبادل اینترنت آمریکای لاتین و کارائیب LAC-IX است که در نوامبر 2012 تشکیل شد. انجمن آفریقایی نقطه تبادل اینترنت Af-IX در 7 اکتبر 2014 به فدراسیون تبادل اینترنت پیوست.